# Герб Курська
Герб Курська — міський герб, символ міста Курська. У геральдиці вважається промовистим або називним.

## Опис
У збірнику «Герби міст, губерній, областей і посад Російської Імперії, внесені до повних зборів законів з 1649 по 1900 р.» представлений такий опис герба Курська:
|  | У срібному полі синя смуга і на тій три куріпки, що летять. |

Символічне значення кольорів, що використовуються в гербі: срібло — символ чистоти, доброти і невинності; синій колір — символ краси, м'якості та величі. З куріпками зв'язувалося походження назви міста.
Геральдичне значення куріпок фахівці трактують по-різному: з однієї торони, їх прийнято вважати символом природних багатств краю, але скептики шукають коріння в язичницькій релігії. Деякі історики називають стародавніх курян «сварожим племенем», оскільки своїм покровителем вони вважали бога неба Сварога, якого зображували у виді людини з вогнем і молотом, а на його голові сидів птах — сокіл, качка чи лелека. У слов'янській міфології цифру «три» вважали знаком Сварога, стільки ж куріпок на гербі. Прихильники цієї версії припускають, що герб з'явився набагато раніше загальноприйнятої дати.
Доктор історичних наук Олег Наумов пише, що в одній з популярних статей 1966 року, присвяченій гербам радянських міст, стверджувалося, що старовинний герб Курська «увічнив» образ курського солов'я, хоча насправді, пише дослідник, на гербі зображені три куріпки.

## Історія герба
Вперше герб Курська із зображенням трьох куріпок наводиться у «Знаменному гербовнику» 1730 року. Герб міста Курська був затверджений як офіційний 8 (19) січня 1780 року.
Герб Курська одночасно був гербом Курського намісництва, а потім і Курської губернії (до 1878 року), і був поміщений у верхню частину інших затверджених гербів Курського намісництва.
У 1859 році було розроблено проєкт нового герба Курська, який так і не був офіційно затверджений:
|  | У срібному щиті блакитна перев'язка вліво, обтяжена 3 срібними куріпками, що летять. У вільній частині герб Курської губернії; щит увінчаний золотою короною та оточений золотими колосками, з'єднаними Олександрівською стрічкою. |

У радянські роки герб Курська виявився одним з небагатьох геральдичних символів, яких майже не торкнулися зміни: як і до Жовтневої революції, на ньому були зображені три куріпки, що летять. Місцеві краєзнавці розповідають, як вдалося зберігати птахів: нібито у відповідь на питання суворого чиновника про значення куріпок винахідливий художник заявив, що вони символізують трьох лідерів комуністичного руху: Маркса, Леніна і Сталіна. До куріпок на щит було додано половину шестірні, підшипник та котушку ниток.
Рішенням Малої ради Курської міськради народних депутатів № 48 від 27 лютого 1992 року відновлено історичний герб міста: у срібному щиті блакитна перев'язка — стрічка, на якій зображено три куріпки, що летять.
Іноді на неофіційних заходах використовується ще одна версія нового Курського герба, яка є незатвердженим проєктом, де офіційний герб обрамлений дубовим вінком, перев'язаним стрічкою забарвлення російського триколору, а над щитом — синя стрічка з білими літерами «КУРСК». З 2014 року незатверджений герб (зі щитом, обрамленим золотим дубовим листям, перевитим стрічкою-триколором) зображується на аверсі золотих та срібних медалей міста Курська «За відмінне навчання».

## Галерея
|                       |
| Старий герб 1780 року |

|                        |
| Проєкт герба 1859 року |

|             |
| Герб в СРСР |

|                  |
| Неофіційний герб |

|                                    |
| Герб на монеті номіналом 10 рублів |